# رهاب الإسلام في إيطاليا

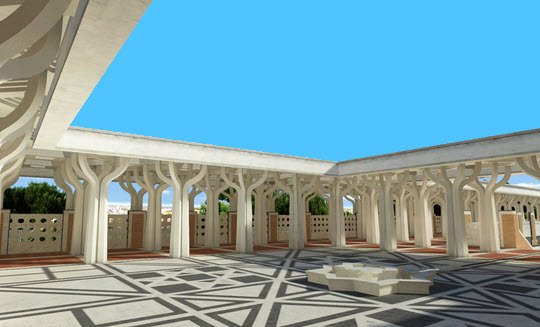
مسجد روما، أحد المساجد العديدة في إيطاليا.

يعرف رهاب الإسلام بأنه الكراهية ضد دين الإسلام وأولئك الذين يُعتقد أنهم يتبعون الدين، وعادة ما يغذيها الخوف والكراهية ويستمر من خلال الصورة النمطية المتطورة للهوية الإسلامية. لقد أصبح شائعًا وواسع الانتشار في جميع أنحاء العالم، لا سيما منذ هجمات 11 سبتمبر في الولايات المتحدة، ومع ذلك فقد كان موجودًا في المجتمع قبل ذلك. داخل إيطاليا، يوجد تواجد إسلامي كبير لحوالي 1.25 مليون شخص، نابع من الهجرة الواسعة التي بدأت في السبعينيات، ولا سيما من شمال إفريقيا. يواجه السكان المسلمون في إيطاليا تحديات متزايدة عندما يتعلق الأمر بمكانتهم في المجتمع، مع تزايد العداء الثقافي الناجم عن الوجود المتزايد للإسلاموفوبيا. الإسلاموفوبيا موجودة في إيطاليا منذ سنوات عديدة. على سبيل المثال، في عشرينيات القرن الماضي، لم يُسمح للمسلمين بالاستقرار في البلاد بسبب اعتبار دينهم «مخالفًا للأخلاق العامة». تتعزز حدة الإسلاموفوبيا في إيطاليا بسبب الهيكل الديني التاريخي للدولة - الذي يعتمد بشكل كبير على الكنيسة الكاثوليكية.

## تعريف
لا يوجد تعريف قانوني أو اجتماعي رسمي للإسلاموفوبيا؛ ومع ذلك، يمكن تعريفه على أنه «شكل من أشكال التحيز العنصري»، خاصة كقوة سياسية، و «يتجلى على أنه تفسير مشوه للإسلام والعالم الإسلامي». يُعرف ما يقرب من ربع سكان العالم بأنهم مسلمون، مما يجعلها ديانة منتشرة للغاية. علاوة على ذلك، غالبًا ما يتداخل الإسلاموفوبيا مع أشكال أخرى من التمييز والتحيز الديني، مما يجعل من الصعب التعرف عليه.

## الإسلام في إيطاليا

### انتشار
كان هناك وجود إسلامي كبير في إيطاليا من عام 827 حتى القرن الثاني عشر. وفقًا لإسقاطات مركز بيو للأبحاث لعام 2011 وبروكينغز، هناك ما يقرب من 1400000 مسلم في إيطاليا، حوالي 2.5 ٪ من السكان الإيطاليين.

### نظريات
هناك مصادر متعددة للتحيزات المعادية للإسلام، حيث غالبًا ما يستند التفكير إلى «العرق، والاختلافات الثقافية والاقتصاديات والاجتماعية». على الرغم من أن هجمات 11 سبتمبر في الولايات المتحدة عززت بشكل كبير ودفعت انتشار الإسلاموفوبيا، فقد كانت المشاعر المناهضة للإسلام موجودة قبل ذلك بفترة طويلة، ويرجع ذلك جزئيًا إلى الافتقار الملحوظ إلى اندماج المهاجرين المسلمين في أوروبا. يركز نقاش في الأدب المعاصر على مفهوم أن الإسلاموفوبيا أصبح مؤسسي (أي أنشئ كجزء من منظمة رسمية) بدلاً من أن الأفراد يتصرفون بمفردهم.
هناك مصدر آخر للعنصرية المعادية للإسلام، والتي تنبع من عدم التسامح مع الإسلام من قبل الكاثوليك الإيطاليين الذين يعتنقون المسيحية. كما زعم كاردينال بولونيا، جياكومو بيفي، أن أوروبا يجب أن تعود إلى أصولها المسيحية من أجل مقاومة «الاعتداء الإيديولوجي للإسلام». علاوة على ذلك، يذكر بيفي أنه يعتبر المسلمين تهديدًا للهوية الثقافية الإيطالية ويشكلون مشاكل قانونية واجتماعية.

## مساهمات
لقد تواجد الإسلاموفوبيا في جميع أنحاء العالم لفترة طويلة وكذلك داخل إيطاليا؛ ومع ذلك، فقد أصبح سائدًا بشكل متزايد منذ هجمات 11 سبتمبر. سمحت بنية الهيمنة العالمية الجديدة للقرن الحادي والعشرين بتوسيع الخطاب المعادي للإسلام، حيث يجد السكان المسلمون أنفسهم بشكل متزايد مشفرًا على أنهم «الآخر الشرير». تُعد وسائل الإعلام إحدى القوى الرئيسية المساهمة في زيادة ظاهرة الإسلاموفوبيا، من خلال المنصات المتعددة التي تقدم قنوات قوية للمعلومات وفي نهاية المطاف الآراء لنشرها وتنميتها في المجتمع. وسائل الإعلام «تتحمل مسؤولية كبيرة في تمثيل الأقليات». وبسبب رد الفعل الذي ساد في أعقاب هجمات 11 سبتمبر / أيلول، لوحظ تحول كبير، حيث أصبحت التحيزات تجاه الإسلام أكثر شيوعًا. في عالم الإعلام الحر، حيث حرية التعبير هي العامل المحدد، فإن تداول المعلومات المضللة والمتحيزة  أمر لا مفر منه. وقد أدى ذلك في النهاية إلى انتشار الإسلاموفوبيا. وقد تجلى ذلك في التقارير الإعلامية حول الهجمات الإرهابية المختلفة في أوروبا منذ 11 سبتمبر، بما في ذلك تلك التي وقعت في نيس وبرلين، حيث استخدم مصطلح «الإرهاب الإسلامي»، مما أدى إلى زيادة التحيز تجاه الدين.

### وسائل التواصل الاجتماعي
على وجه الخصوص، وفرت وسائل التواصل الاجتماعي منصة مهمة للتعبير عن المشاعر المعادية للإسلام، وتوفير منفذ قوي لرسائل الكراهية العنصرية وكراهية الأجانب. يحدد تقرير الإسلاموفوبيا في أوروبا  أنه في عام 2014، كان هناك ما مجموعه 347 حالة مسجلة من التعبيرات العنصرية على مختلف الشبكات الاجتماعية التي تم الإبلاغ عنها في UNAR (المكتب الوطني لمكافحة التمييز العنصري).

### التشريعات
تساهم التشريعات الحالية المعمول بها في إيطاليا في زيادة المشاعر المعادية للإسلام، لا سيما تلك التي تجعل وضع المهاجرين في البلاد غير مستقر. وهذا يشمل قانون «بوسي فيني» لعام 2002 بشأن الهجرة والذي فرض عقوبات جنائية على الأشخاص الذين يتم القبض عليهم وهم يدخلون البلاد بشكل غير قانوني، مما خلق شعوراً بالعداء ضد المهاجرين. في عام 2009، أصدر البرلمان الإيطالي قوانين أخرى بشأن موضوع الهجرة، بما في ذلك القانون رقم 94/2009. بشأن «الأحكام المتعلقة بالسلامة العامة». أصبح الجمع بين هذه القوانين وغيرها جزءًا من «حزمة أمنية» يجرم جزء منها الهجرة غير الشرعية. أثارت هذه القوانين مخاوف الجهات الفاعلة المؤسسية والمجتمع المدني، حيث صرح مجلس أوروبا بأن «القلق بشأن الأمن لا يمكن أن يكون الأساس الوحيد لسياسة الهجرة». أثارت هذه القوانين أيضًا تساؤلات حول رفاهية المهاجرين داخل إيطاليا.

### الهجمات المحيطة
تأتي الكثير من المشاعر المعادية للإسلام الأخيرة نتيجة للهجمات التي ارتكبتها الجماعات الإسلامية المتطرفة، لا سيما في العديد من البلدان الأوروبية في السنوات العشر الماضية. أدت التقارير عن حوادث الإرهاب المتعددة إلى انتشار واسع النطاق وكذلك لعبت وسائل التواصل الاجتماعي دورًا في تكوين مشاعر معادية للإسلام نتيجة لذلك.

## الحوادث

### داخل إيطاليا
حدثت العديد من الحوادث المعادية للإسلام داخل إيطاليا في السنوات الأخيرة، ذات طبيعة عنيفة وغير عنيفة. وهذا يشمل أشكال مختلفة من التخريب والتهديدات في جميع أنحاء البلاد.
تم الإبلاغ عن حوادث معادية للإسلام أثناء التوظيف. بموجب التشريع، يتطلب التوظيف في القطاع العام حيازة الجنسية الإيطالية أو الجنسية الأوروبية. بينما في القطاع الخاص، أدى نقص التعليم الكافي بين السكان المهاجرين إلى انخفاض نسبة المهاجرين في الوظائف التي تتطلب مهارات عالية.
في السياسة الإيطالية، تم تحديد المشاعر المعادية للإسلام على أنها أكثر وضوحًا منذ 11 سبتمبر، خاصة من التحالفات السياسية اليمينية.

#### حوادث محددة
- 24 أكتوبر 2007 - تم إلقاء قنابل حارقة على مركز ألف باء الإسلامي في أبيتغراسو. ولم ترد انباء عن اضرار جسيمة أو اصابات. ووقعت قنبلتان حارقتان مشابهتان في تواريخ لاحقة في نفس المركز.[15]
- 5 آب (أغسطس) 2007 - هجوم على مسجد في سغرات وتضرر سيارة إمام.
- يونيو 2008 - إلقاء قنبلتين يدويتين على المركز الإسلامي في ميلانو.
- مارس 2018 - صرح مرشح الرابطة الشمالية لمنصب رئيس منطقة لومباردي بإيطاليا أن هناك «خطر اختفاء العرق الأبيض واستبداله بالمهاجرين».[16]

## استجابات

### سلبي
ارتبط حزب ليجا نورد، وهو حزب سياسي يميني في إيطاليا، بشكل متزايد بالخطاب المناهض للإسلام منذ عام 2001، أدخل العديد من «الإصلاحات الفيدرالية وقانون الهجرة والنظام». شارك العديد من ممثلي ليجا المهمين في عدد من الحوادث الشائنة التي أدت إلى احتجاجات من قبل الجمهور الإيطالي. في عام 2016، حدثت قضية تشريعية مثيرة للجدل مع اعتماد قانون إقليمي ينظم بناء أماكن جديدة للعبادة، بما في ذلك المساجد. هذا انتهاك واضح للحق الأساسي للحرية الدينية المنصوص عليه في الدستور الإيطالي، والذي أطلق عليه اسم «قانون مكافحة المساجد». علاوة على ذلك، رفضت إجراءات Respinimenti التي اتخذتها حكومة Lega Nord قوارب متعددة للمهاجرين بشكل رئيسي من شمال إفريقيا.
كتب عالم سياسي إيطالي معروف باسم جيوفاني سانتوري، في كتابه أن المهاجرين المسلمين هم وجود «غازي» سيجلب «الفوضى والتمييز العنصري». كان لكتاباته تأثير على العديد من الأشخاص في إيطاليا الذين يبدو أنهم يتفقون مع التصريحات التي تقول إن الإسلاموفوبيا تنبع من رفض «ثقافي وديني».
في 28 سبتمبر 2001، بعد أسبوع من هجمات 11 سبتمبر، نشرت صحيفة كورييري ديلا سيرا، وهي صحيفة إيطالية، مقالاً بعنوان «غضب وكبرياء». في هذا المقال، يتهم الكاتب الغرب بأنه «متساهل للغاية» مع الإسلام والمسلمين المهاجرين.

### إيجابي
كانت هناك مبادرات متعددة قامت بها الحكومة الإيطالية ومؤسسات أخرى في محاولة للتخلص من المشاعر المعادية للإسلام الموجودة في المجتمع. ويشمل ذلك اقتراحات قدمها ممثلو الحكومة لإدخال ممارسات وتدابير تدعم وتعزز المساواة بين السكان وتقليل المواقف المتحيزة تجاه السكان المسلمين.
يتم عرض التدابير المتخذة لقمع انتشار الإسلاموفوبيا من خلال وسائل الإعلام ولا سيما في منصات وسائل التواصل الاجتماعي من خلال عمل مرصد وسائل الإعلام والشبكات الاجتماعية التابعين لمكتب الأمم المتحدة لمكافحة التمييز بشأن خطاب الكراهية.
تم تنفيذ مشروع جديد لمكافحة الإسلاموفوبيا يسمى «أوقفوا الإسلاموفوبيا». يقام هذا المشروع في الفترة من نوفمبر 2018 إلى أكتوبر 2020 ويعمل على معالجة الأسباب الجذرية للإسلاموفوبيا في إيطاليا وأوروبا.

## إحصائيات
قُدِّم إلى الإيطاليين الذين أجابوا على استبيان إبسوس لمخاطر الإدراك لعام 2016 بيانًا مفاده: «يجب وقف جميع الهجرة القادمة من الدول الإسلامية بشكل أساسي» كما يكشف التقرير، وافقت الأغلبية في جميع الدول العشر باستثناء دولتين على هذا البيان مع موافقة 51٪ في إيطاليا.
يتناول مقياس يوروباروميتر حول التمييز هذا الموضوع موضحًا أن 39٪ من الإيطاليين الذين شملهم الاستطلاع يقولون إنهم لن يكونوا مرتاحين للعمل مع شخص مسلم. بالإضافة إلى ذلك، قال 41٪ من الإيطاليين الذين شملهم الاستطلاع أنهم سيشعرون بالراحة إذا كان أحد أطفالهم في علاقة حب مع شخص مسلم.